# Ana Oramas
Ana María Oramas González-Moro, née le 17 juillet 1959, est une femme politique espagnole membre de Coalition canarienne (CC).
Elle devient députée de la circonscription de Santa Cruz de Tenerife en juin 2007.

## Biographie

### Vie privée
Née à Santa Cruz de Tenerife en 1959, elle est l'ainée d'une fratrie de dix enfants, nés de l'union d'un père canarien et d'une mère galicienne. Durant son adolescence, elle travaille dans l'école de cuisine de sa mère. Mariée à l'avocat Pablo Nieto Peña en novembre 1992, elle est mère d'une fille née en 1994.

### Études
Elle réalise ses études à l'université de La Laguna (ULL) où elle obtient une licence en sciences économiques. Elle commence sa carrière professionnelle en tant que directrice de la société de garanties réciproques (SGR) de Tenerife SOGARTE ; il s'agit d'une entité financière fondée en 1982 dont l'objet est d'aider au financement des petites et moyennes entreprises.

### Dans l'ombre de Manuel Hermoso
Âgée de 18 ans, elle s'inscrit aux jeunesses de l'UCD et fait la rencontre de Javier Arenas lorsque celui-ci donne un meeting à Tenerife. En 1983, peu après avoir achevé sa licence, Ana Oramas rejoint Manuel Hermoso, lequel vient de fonder un nouveau parti nationaliste de centre-droit baptisé Agrupación Tinerfeña de Independientes (ATI) et rassemblant différentes personnalités de la défunte Union du centre démocratique (UCD). Lors des élections municipales de mai 1983, elle postule sur la liste présentée par Hermoso à Santa Cruz de Tenerife. Cette première échéance électorale se solde positivement pour l'ATI qui remporte la victoire dans les villes de La Orotava, Granadilla de Abona, La Victoria de Acentejo, Adeje et El Sauzal où Paulino Rivero est élu maire. Dans la capitale provinciale, l'ATI obtient le soutien de 53,92 % des suffrages exprimés et une majorité absolue de 16 conseillers municipaux sur les 27 à pourvoir. Ana Oramas est ainsi élue conseillère municipale et siège notamment aux côtés de l'ancien centriste Miguel Zerolo. Elle conserve son mandat lors des élections suivantes de juin 1987, auxquelles elle concourt en 17e position, qui voient l'ATI renforcer sa majorité absolue en obtenant 21 des 27 mandats composant l'assemblée municipale ; loin devant le PSOE qui obtient cinq édiles et l'AP un seul. Réélu maire, Manuel Hermoso confie à Oramas la gestion des affaires liées aux Festivités. Elle participe ainsi, le 28 novembre 1988, à l'organisation d'une manifestation demandée par l'ATI visant à s'opposer à la création de l'université de Las Palmas de Gran Canaria afin de préserver l'« université régionale » de La Laguna. Une fois son mandat terminé, elle retourne travailler dans le secteur privé.
Lors des élections canariennes de mai 1991, elle est investie en sixième position sur la liste conduite par Hermoso dans la circonscription autonomique de Tenerife. Elle est alors élue députée au Parlement des Canaries avec six autres de ses collègues. Bien que le PSOE a remporté le scrutin au niveau régional, il se trouve obligé de négocier l'investiture de son chef avec les nationalistes de l'AIC, arrivés deuxièmes du scrutin. Un accord est trouvé entre les deux formations au début du mois de juillet 1991 et porte le socialiste Jerónimo Saavedra à la présidence du gouvernement régional. Une fois ce dernier investi, il nomme Manuel Hermoso vice-président et compose un exécutif de coalition dans lequel Miguel Zerolo est chargé du Tourisme. Le 26 juillet 1991, Ana Oramas est nommée vice-conseillère à l'Administration territoriale et devient la numéro deux du département dirigé par Hermoso. Elle remet sa démission le 19 mars 1993 après la révocation des membres nationalistes du gouvernement par Saavedra à la suite d'un profond désaccord sur la réforme touchant au régime économique fiscal (REF) de l'archipel. Une motion de censure appuyée par l'ensemble des forces politiques nationalistes présentes au Parlement permet l'investiture de Manuel Hermoso à la présidence de la communauté autonome en avril suivant et acte la naissance de la Coalition canarienne. Elle est immédiatement nommée vice-conseillère aux Administrations publiques, sous l'autorité de Miguel Zerolo, désormais conseiller à la Présidence et au Tourisme.
En vue des élections canariennes de mai 1995, elle conserve sa sixième place sur la liste de Hermoso dans la circonscription de Tenerife. Réélue parlementaire, elle est choisie comme première secrétaire du bureau du Parlement, dont la présidence revient à José Miguel Bravo de Laguna en vertu d'un pacte entre la Coalition canarienne et le Parti populaire. À ce titre, elle exerce les responsabilités de première secrétaire de la commission du Règlement et de la députation permanente. Elle est logiquement relevée de ses fonctions administratives le 28 juin. Au Parlement, elle est également choisie comme vice-présidente de la commission des Budgets et des Finances et de la commission du Contrôle de la radiotélévision régionale ainsi que comme présidente de la commission de l'Économie, du Commerce, de l'Industrie, des Eaux et de l'Énergie.

### Maire de San Cristóbal de La Laguna
Alors qu'elle ne brigue pas un nouveau mandat parlementaire, elle est choisie par la Coalition canarienne comme tête de liste de son parti pour les élections municipales de juin 1999 à San Cristóbal de La Laguna. Au soir du scrutin, sa candidature récolte 31,87 % des suffrages exprimés et arrive en deuxième position derrière celle du PSOE dirigée par Santiago Pérez, qui obtient 40,19 % des voix et une majorité relative de 13 mandats sur les 27 à pourvoir. Comptant sur l'appui de ses 10 sièges, elle noue une alliance avec les quatre conseillers du Parti populaire lui permettant d'être élue maire de la ville le 4 juillet 1999. Lors du scrutin local de mai 2003, elle vire en tête avec 40,43 % des suffrages exprimés et gagne deux mandats de conseillers municipaux, lui permettant d'être automatiquement reconduite dans ses fonctions,. Lors de l'échéance de mai 2007, elle décroche son meilleur score avec 46,71 % des voix et une majorité absolue de 15 mandats.
Elle annonce le 12 novembre 2008 sa démission immédiate de ses fonctions de maire et de son mandat de conseillère municipale et annonce son intention de « laisser une opportunité à sa famille ». Elle indique alors qu'une « nouvelle étape commence [pour la ville] et les projets à long terme doivent être réalisés par d'autres personnes ». Soulignant que la vieille ville a été inscrite au patrimoine mondial au cours de son mandat, elle dément vouloir briguer un poste de l'exécutif régional ni être candidate à la présidence de la communauté autonome. Elle dément également les rumeurs lui attribuant une maladie et dit qu'elle a pris la « meilleure décision pour la ville, le parti et sa famille ». Elle confirme alors le nom de son premier adjoint et conseiller à l'Urbanisme Fernando Clavijo pour prendre le relai à la mairie.

### Députée au Congrès

#### Élection et porte-parole
Elle est investie en quatrième position sur la liste de Paulino Rivero, présentée dans la circonscription de Santa Cruz de Tenerife, en vue des élections générales de mars 2004. Les deux sièges remportés par le parti sont cependant insuffisants pour lui garantir l'élection. Rivero démissionne toutefois de son mandat parlementaire du fait de son élection comme président des Canaries en juin 2007 et permet l'entrée d'Oramas au Congrès des députés après le renoncement Laura Díaz Concepción, investie en troisième position sur la liste. Dès le mois suivant, elle intègre la députation permanente en tant que suppléante et devient porte-parole du groupe mixte à la commission constitutionnelle ainsi qu'à la commission de la Santé et de la Consommation. Pour les élections législatives de mars 2008, elle est promue tête de liste et classe son parti en troisième position derrière le PSOE et le PP en obtenant deux des sept mandants en jeu. Devenu titulaire de la députation permanente, elle remplace Rivero comme porte-parole de la Coalition canarienne au Congrès des députés. Membre de la commission du Statut des députés, elle est porte-parole de la commission de la Culture, de celle de l'Économie et des Finances et de la commission constitutionnelle. Maintenant de bonnes relations avec le gouvernement socialiste de José Luis Rodríguez Zapatero, elle négocie loi après loi des mesures décidées par l'exécutif afin de garantir la stabilité gouvernementale,. Lors du dernier débat sur l'état de la Nation de Zapatero, en juin 2011, elle déclare qu'il « pourra regarder les espagnols et son père dans les yeux ».
En vue des élections générales de novembre 2011, Nouvelles Canaries — issu d'une scission de CC — et Coalition canarienne choisissent de concourir ensemble et d'investir Ana Oramas comme chef de file dans la circonscription de Santa Cruz de Tenerife et Pedro Quevedo (NC) dans celle de Las Palmas. Avec 90 552 voix et 19,78 % des suffrages exprimés, sa liste remporte un seul des sept mandats en jeu. Signant son retour au palais des Cortes, son rôle devient moindre car le PP dispose d'une confortable majorité absolue lui permettant de se passer de tout autre appui parlementaire. Elle conserve alors l'essentiel de ses responsabilités précédentes mais quitte la commission du Statut des députés pour celle des Pétitions. Elle soutient la candidature de Fernando Clavijo lors des élections canariennes de mai 2015 face à celle de Rivero dans le but de promouvoir un « remplacement générationnel ».

#### Campagne difficile
Dans l'optique des élections législatives de décembre 2015, sa candidature est proposée et validée à l'unanimité par le comité permanent national de la Coalition canarienne,. Durant la campagne, elle revendique un modèle de financement égalitaire et juste envers les îles Canaries devant tenir compte de l'insularité de la communauté autonome et de son éloignement de l'Espagne continentale,, tout en réaffirmant la position de la Coalition dans le « bloc constitutionnel ». Elle défend également un modèle de société permettant aux femmes de concilier leurs obligations professionnelles et leur vie familiale. Le 10 décembre 2015, elle se fait attaquer personnellement par le candidat de Podemos Alberto Rodríguez, en présence de Pablo Iglesias et Íñigo Errejón, qui soutient que la famille Oramas « exploitait professionnellement des femmes pauvres parmi lesquelles [sa] grand-mère Concha », sans apporter de preuve à ses dires. La liste d'Oramas obtient 60 129 voix ainsi que 12,58 % des suffrages exprimés et conserve son mandat parlementaire. Durant l'éphémère législature qui suit, elle est porte-parole titulaire à la commission de l'Emploi et de la Sécurité sociale ainsi qu'à la commission du Règlement. En vue du futur vote d'investiture d'un candidat à la présidence du gouvernement, elle annonce qu'elle votera favorablement pour un candidat qui tiendra compte du « programme canarien ». Le 4 mars 2016, elle passe de l'abstention au « oui » lors du deuxième tour de scrutin pour l'investiture du socialiste Pedro Sánchez à la présidence du gouvernement car les « Canaries ne peuvent pas attendre plus encore », tout en reconnaissant qu'aucun effort n'a été réalisé de la part du candidat.

#### Négociatrice indispensable
Toujours candidate lors du scrutin anticipé de juin 2016 faisant suite à l'impossibilité d'investir un président du gouvernement, elle parvient à déjouer les sondages qui prévoyaient la disparition de la Coalition canarienne des Cortes Generales,. Bien qu'arrivée en quatrième position, sa liste se classe devant celle de Ciudadanos et remporte un mandat après avoir obtenu le soutien de 12,64 % des suffrages exprimés. Ouvrant la porte à un vote positif lors de l'investiture de Mariano Rajoy face à la nouvelle arithmétique parlementaire, elle négocie avec le président conservateur sortant un pacte de quatorze points incluant la reconnaissance du caractère « ultrapériphérique » des Canaries, l'adoption du nouveau régime économique et fiscal (REF) de l'archipel, la réforme du financement des communautés autonomes, le déblocage de la proposition de réforme du statut d'autonomie des Canaries envoyé au Congrès des députés par le Parlement des Canaries ainsi que la mise en place de prestations sociales en matière d'emploi,.
En avril 2017, elle parvient à un accord avec le PP afin de soutenir le projet de loi de finances pour 2017. Elle obtient ainsi plusieurs bonifications sur les cotisations à la Sécurité sociale pour les travailleurs âgés de 16 à 30 ans et pour les plus de 45 ans. En plus d'investissements estimés à 220 millions d'euros, elle décroche l'adoption de nombreuses aides pour l'emploi et le tourisme. Le jour du vote du projet de loi budgétaire, son vote étant indispensable, elle se déplace pour participer aux scrutins publics bien que son père soit mort le jour même.
Elle est choisie en mai suivant pour prendre la présidence de la commission d'enquête relative à la crise financière espagnole et au plan d'aide mis en place par le gouvernement pour renflouer les banques,. Le 14 juin, lors du débat sur la motion de censure présentée par le secrétaire général de Podemos, elle se fait remarquer lorsqu'elle répond à Pablo Iglesias qu'il n'aime pas les « femmes non-soumises », en référence à l'attaque infondée lancée par Alberto Rodríguez lors de la campagne des élections de décembre 2015,. Toujours membre suppléante de la députation permanente, elle intègre la commission pour l'Évaluation et la modernisation de l'État autonomique dès sa création, en novembre 2017. Cette commission présidée par José Enrique Serrano est la contrepartie obtenue par le secrétaire général du PSOE Pedro Sánchez afin de soutenir l'application de l'article 155 de la Constitution espagnole en Catalogne.
En avril 2018, elle annonce un nouvel accord de la Coalition canarienne avec l'exécutif et apporte son soutien au projet de loi de finances pour 2018. La négociation menée par Fernando Clavijo permet de délier l'approbation du régime économique et fiscal (REF) de la réforme du financement des communautés autonomes, de manière que les Canariens soient en « égalité de conditions » avec les autres autonomies. Initialement défavorable à la motion de censure présentée par les socialistes contre Rajoy, elle corrige sa position et opte pour l’abstention après que Pedro Sánchez a promis de maintenir le budget voté par le PP, bien que le PSOE s'y soit opposé,,. Le 27 juin, lors de la séance de questions au gouvernement, elle interroge le ministre de l'Équipement José Luis Ábalos sur l'entrée en vigueur dès le mois suivant des réductions de 75 % sur le prix des billets d'avions et de bateaux pour les habitants des îles Canaries et Baléares et de Ceuta et Melilla — mesure introduite dans le projet de loi budgétaire — qui lui répond que cela prendra six mois « dans le meilleur des cas » car la rédaction d'un décret, après réalisation des consultations nécessaires et délibération en conseil des ministres, est nécessaire. Elle répond alors au ministre de « mettre le turbo » car il s'agit d'un dossier ayant une « importance vitale pour les canariens », qu'il s'agit d'un « droit » et invite le ministre à faire adopter ledit décret en « trois minutes », en référence à l'adoption d'un décret réformant le système d'élection des membres de la télévision publique RTVE,. Parallèlement à l'élaboration du décret, le ministre annonce le 12 juillet l'adoption, en Conseil des ministres, d'une simple décision permettant de rendre les réductions effectives dès le 16 juillet,.
En décembre 2018, elle est nommée avec Pablo Iglesias, Joan Tardà et Albert Rivera pour le prix au meilleur orateur de l'année, décerné par l'Association des journalistes parlementaires (APP) ; prix qu'elle remporte,. Le 15 décembre 2018, en marge de la clôture des travaux de la commission d'enquête sur la crise financière, qu'elle a présidée, elle dénonce le fait que, sur plus de 80 auditions, « aucun responsable, personnalité politique ou superviseur n'a admis d'erreurs » dans la gestion de la crise à l'exception de Pedro Solbes, ancien vice-président chargé de l'Économie de Zapatero,.

#### Réforme du statut d'autonomie
Elle participe aux travaux de la sous-commission chargée d'étudier le projet de réforme du statut d'autonomie des Canaries qui prévoit un nouveau système électoral régional, donne le droit au président des Canaries de prendre des décrets-lois et de dissoudre le Parlement pour convoquer des élections anticipées, et qui reconnait La Graciosa comme la huitième île de l'archipel. À ce sujet, Oramas — qui, comme son parti, a critiqué la modification du système électoral — souligne qu'une « nouvelle communauté et un nouveau peuple sont en train de naître » ; ce qui permettra à l'archipel de « voler plus haut et plus loin ». Elle fait également remarquer que le texte final ne pêche pas « dans les eaux envenimées du sécessionnisme », en allusion aux indépendantistes catalans. Elle loue ensuite la posture maintenue par son parti aux Cortes Generales en insistant sur le fait qu'à Tenerife « nous avons trois sénateurs, deux du PP et un du PSOE. Les connaissez-vous ? Je suis sûre que non. La réalité est que seulement Coalition canarienne demande justice pour les Canariens et les Canariennes, et non pas des privilèges, et pour dire une fois pour toutes que les Canaries existent. Je suis la seule qui peut parler de notre territoire. [...] Lorsqu'ils n'ont pas besoin de nous à Madrid, ils nous laissent de côté. Ils gagnent avec une majorité absolue et arrêtent d'envoyer des crédits aux Canaries. Nous, nous ne voulons pas gouverner l'Espagne. Ce que nous voulons c'est que les gouvernements [successifs] de l'Espagne s'intéressent aux Canaries ».
À la suite de l'approbation finale du texte relatif au régime économique et fiscal (REF) de l'archipel, elle constate un « jour historique » car les Canaries « ne vont plus dépendre qu'il y ait un gouvernement majoritaire qui ait besoin des voix des nationalistes pour que soient reconnus les droits et les investissements car le système de financement [des communautés autonomes] sera absolument figé entre le statut d'autonomie et le REF ». Elle indique que, pour la première fois, le caractère « ultrapériphérique » des îles sera reconnu et que les mesures prises pour remédier à ce fait permettront que toutes les îles puissent « croître économiquement au même rythme, en permettant la création de plus et de meilleurs emplois dans les îles qui ont le plus besoin ».
Le 20 décembre, elle critique le gel de la signature de 15 conventions permettant la mise en œuvre des crédits budgétaires dédiés aux îles Canaries par la loi de finances pour 2018 et devant être impérativement signées avant la fin de l'année pour ne pas se retrouver automatiquement perdus,. Le montant total des conventions s'approchant de la somme allouée par le Conseil des ministres du 21 décembre, déroulé à Barcelone, à la réfection des routes en Catalogne, elle déclare devant la ministre des Finances María Jesús Montero que « pour que Sánchez puisse prendre une photo avec Torra — président de la Généralité de Catalogne — les Canariens paieront un prix très élevé. Vous n'avez aucun scrupule ».